# جیمز دربی‌شر
جیمز دربی‌شر (انگلیسی: James Derbyshire؛ 27 May 1882 – ۱۹۴۵ (۶۵−۶۶ سال)) بازیکن فوتبال بود.